# Afternoon (журнал)
Afternoon (яп. アフタヌーン Афутану:н) — ежемесячный японский журнал сэйнэн-манги, издаваемый «Коданся». В каждом его номере обычно содержится по главе около тридцати серий разных авторов, и общий объём журнала достигает 800 страниц. В Аfternoon печаталось много успешных серий, таких, как «Моя богиня!», Genshiken: Gendai Shikaku Bunka Kenkyuukai (очень популярной в среде отаку) и «Клинок бессмертного». Вместе с журналами Morning и Evening составляет «1day» (дневную) серию.

## Наиболее популярные манги, изданные в журнале
- Blame!
- Discommunication
- Eden: It's an Endless World!
- Genshiken
- Gunsmith Cats
- Love Roma
- Mokke
- Narutaru
- Nazo no Kanojo X
- Shion no Ou
- Taiho Shichauzo
- Wings of Vendemiaire
- Yume Tsukai
- «Голос далёкой звезды»
- «За облаками»
- «Знаток муси»
- «Клинок бессмертного»
- «Моя богиня!»
- «Паразит»
- «Поездка за покупками в Иокогаму»
- «Сага о Винланде»
- «Страна самоцветов»

## good! Afternoon

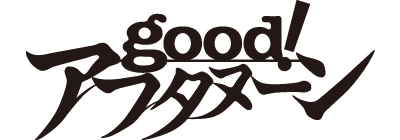
Логотип журнала

Однотипный журнал сэйнэн-манги good! Afternoon (яп. good! アフタヌーン) выходит в том же издательстве с ноября 2008 года. good! Afternoon представляет собой антологию, содержащую около 20 историй различных художников. Его размер — около 800 страниц, публикуется дважды в месяц.
В good! Afternoon выходила такая манга, как Jiraishin Diablo Цутому Такахаси, Loveplus Kanojo no Kakao Хироаки Вакамии, Billionaire Girl Асуки Кацуры и Исуны Хасэкуры, Natsu no Zenjitsu Мотои Ёсиды и Teppu Моарэ Футады.